# Lo-Presti-Einschienenbahn

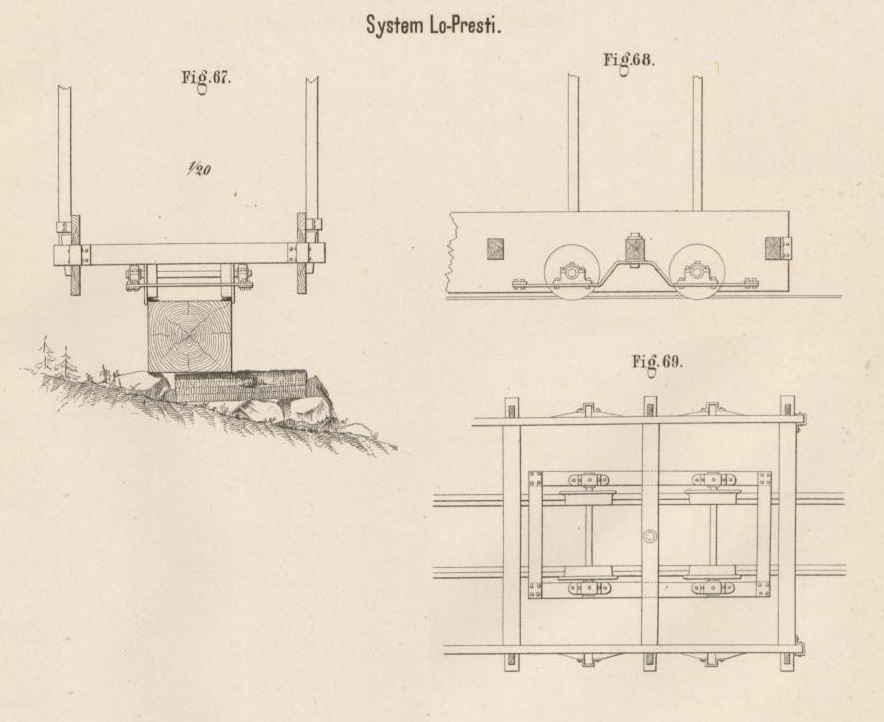
Wagen der Lo-Presti-Einschienenbahn

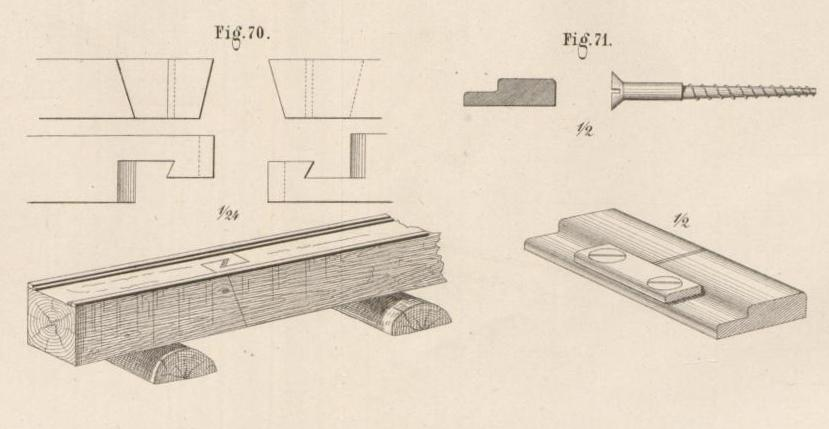
Schiene der Lo-Presti-Einschienenbahn

Die Lo-Presti-Einschienenbahn (historischer Name: Lo-Presti’s Eisenbahnsystem) war ein Bahnsystem zur Ausbeutung von Waldungen.

## Funktionsweise

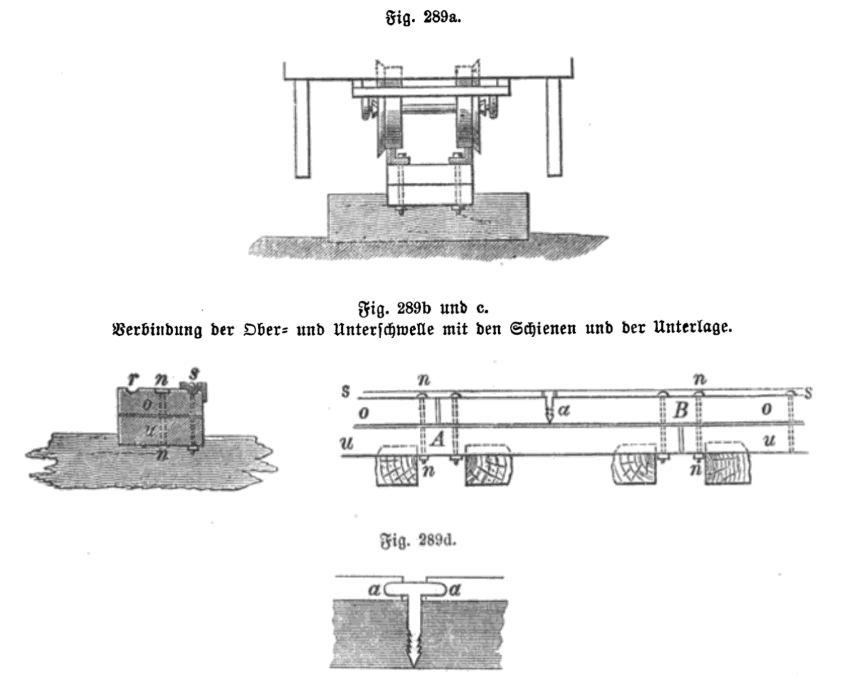
Lo-Presti-Bahn nach Karl Schuberg, 1875

Bei dem von dem ungarischen Ingenieur Baron Ludwig Lo-Presti entwickelten Eisenbahnsystem wurde das Prinzip der Schmalspurbahn bis an die unterste zulässige Grenze und über dieselbe hinaus umgesetzt. Der ganze Oberbau der Lo-Presti-Bahn bestand aus einem einzelnen Balken, der an seiner oberen Fläche an der linken und rechten Seitenkante eine Flachschiene trug. Die Spurweite entsprach daher nahezu der Breite der oberen Fläche eines Holzbalkens und betrug normalerweise nicht mehr als 300–400 mm, da sonst äußerst wertvolle Holzsortimente verwendet hätten werden müssen, was die Kosten des Bahnbaues in die Höhe getrieben hätte.
Lo-Presti stellte fünf Klassen von Bahnen auf, die Spurweiten von 878, 658,5, 434,6, 340,2 und 210,5 mm besitzen sollten. Von diesen wurden aber wohl nur die Klassen mit den Spurweiten 134,6 und 340,2 zugelassen. Für eine Spurweite von etwa 300 mm konnte man um 1877 ziemlich leicht Hölzer beschaffen, weshalb das zu dieser Zeit als die wichtigste Klasse der Lo-Presti-Bahnen angesehen wurde.
Lo-Presti erhielt die Erlaubnis der Kammer von Albrecht von Österreich-Teschen, eine Probestrecke nach seinem System anzulegen. 1868 errichtete er eine Bahn auf der Domäne in Teschen (Těšín). Regierungsrat Wilhelm Franz Exner aus Wien hat die Lo-Presti Bahn in Grudek (Hrádek) in Augenschein genommen und folgende Daten über die Anlage veröffentlicht:
- Die Breite der oberen Fläche des Balkens: 316 mm
- Höhe des Balkens: 158 bis 316 mm
- Länge ca. 6 m

Diese Balken oder „Bahnelemente“, wie Lo-Presti sie nannte, lagen zumeist auf dem Terrain oder auf niedrigen Unterstützungen aus Holz oder Stein. Die Schienen waren 26,3 mm breit und 13,25 mm dick. Die „Lowry“  genannte Lore für Scheitholz–Transport transportierte in der Regel bis zu 1½ Tonnen (ein Klafter) und hatte ein Eigengewicht von 500 kg (10 Ctr.).
Der Unterbau der Lo–Presti-Bahn bestand entweder aus dem natürlich gewachsenen, mehr oder weniger abgeglichenen Erdboden. Wenn dies nicht ging, wurden die Bahnstrang-Einheiten auf „möglichst gleichweit von einander abstehende, entsprechend zugerichtete Pfostenstücke, Klötze oder Steine, die mit dem Bahnstrang meist nicht verbunden waren, aufgelegt.“ Die einzelnen Bahnstrangteile wurden im Formschluss miteinander verbunden.

## Fahrsicherheit
Die Fahrsicherheit auf den Lo–Presti-Bahnen war auf ein bedenkliches Minimum herabgedrückt. Der Betrieb der Grudeker Probebahn und theoretische Betrachtungen zeigten aber, dass das Lo–Presti–System als Transportmittel für Scheitholz anwendbar war, jedoch nach Ansicht von Edmund Heusinger von Waldegg nur unter folgenden Bedingungen:
1. Die Spurweite durfte nicht kleiner als 300 mm sein.
2. Die Schienen sollten kein kleineres, als das oben angegebene Profil haben.
3. Die Länge der Bahnstrang–Einheiten durfte nicht über 4 m und Höhe nicht unter 300 mm sein, wenn sie nur an vier Punkten unterstützt wurden.
4. Das Gewicht eines beladenen Wagens durfte 2 t (40 Ctr.) nicht überschreiten.
5. Die Geschwindigkeit durfte in den Krümmungen 10 km/h (3 m/s) nicht überschreiten.
6. Der Radius dieser Bögen durfte, insbesondere dort, wo der Bahnstrang auf Querschwellen ruhte, nicht unter 8 m sinken.
7. Von komplizierten Bahnbau-Objekten und allen sonstigen von Lo-Presti veröffentlichten Vorschlägen war abzusehen.
8. Die Neigung der Bahnebene durfte durchschnittlich nicht stärker sein, als 50 mm pro Meter, und soll das Maximum von 80 mm pro Meter nur selten erreichen.
9. Das System bedurfte einer kräftigen, sicher wirkenden Bremse für die Wagen.
10. Vom Betrieb durch Lokomotiven war abzusehen.

Der Wagen der Grudeker Bahn hatte eine bedeutend geringere Stabilität als dieses bei konventionellen Schmalspurwagen der Fall war. Die letztgenannte Bedingung  bezüglich des Lokomotivbetriebs, die Heusinger bereits 1868 aufstellt hatte, erwies sich tatsächlich als völlig berechtigt, nachdem die Probefahrten, welche Lo–Presti mit Lokomotiven auf ungarischen Bahnen seines Systems unternommen hat, zu einem vollständigen Fiasco geführt haben sollen.
Das System konnte aber zumindest in gewissen Fällen, namentlich zur Ausbeutung von Waldungen, angewendet werden.